# Flagenium triflorum
Flagenium triflorum är en måreväxtart som först beskrevs av Vahl, och fick sitt nu gällande namn av Henri Ernest Baillon. Flagenium triflorum ingår i släktet Flagenium och familjen måreväxter. Inga underarter finns listade i Catalogue of Life.